# 2312 Duboshin
A 2312 Duboshin (ideiglenes jelöléssel 1976 GU2) egy kisbolygó a Naprendszerben. Nyikolaj Sztyepanovics Csernih fedezte fel 1976. április 1-jén.